# Bartolomeo Marliani
Bartolomeo Marliani, noto anche come Giovanni Bartolomeo Marliano (Robbio, 1488 – Roma, 26 luglio 1566), è stato un archeologo, topografo, antiquario e umanista italiano studioso della topografia dell'antica Roma.

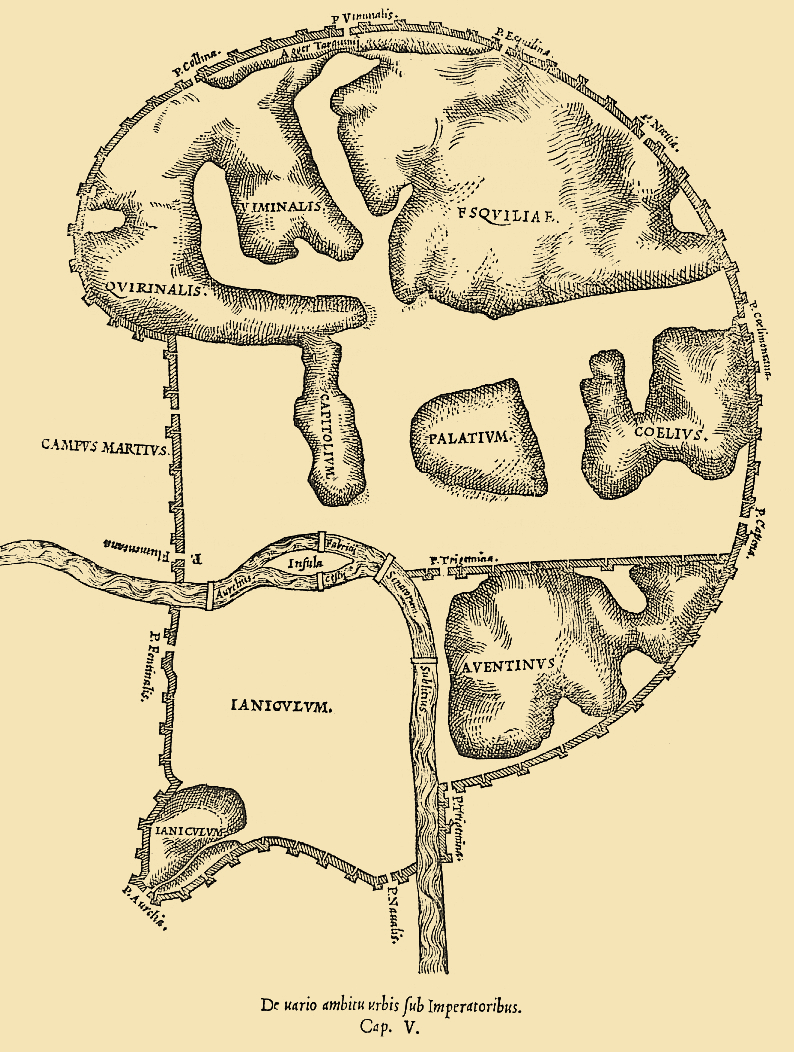
Mura e porte di Roma, da Antiquae Romae topographia, edizione del 1544

Di rilevante importanza fu il suo Antiquae Romae topographia, pubblicato la prima volta nel 1534, che fu il trattato standard sulla topografia di Roma fino al 18 ° secolo, ripubblicato in nuove edizioni, e messo in estratto in molte altre opere. Non riuscì a prevalere nel dibattito con Pirro Ligorio per la localizzazione del Foro romano, anche se la sua valutazione era giusta.

## Biografia

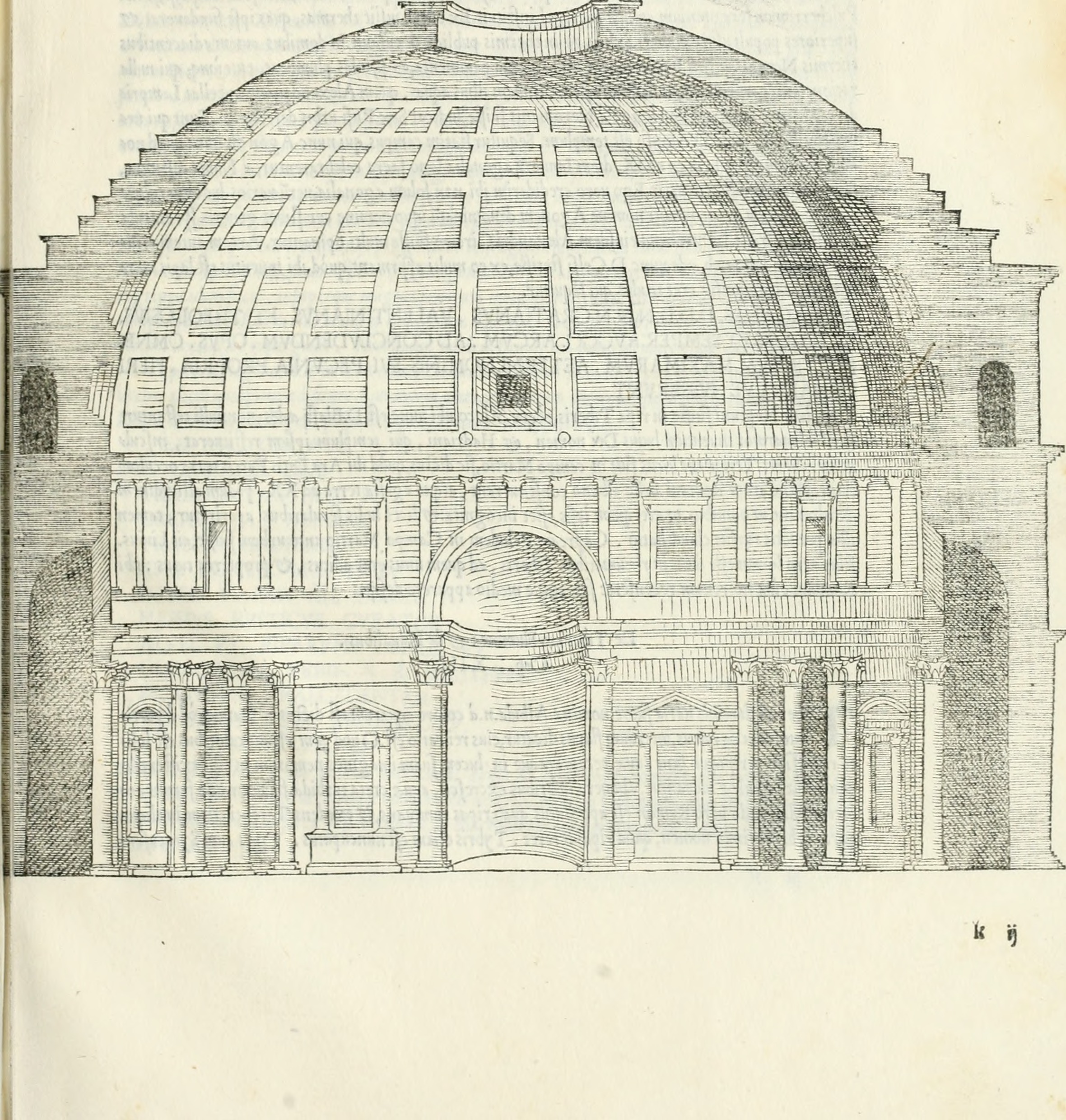
Sezione del Pantheon, da Antiquae Romae topographia, edizione del 1544

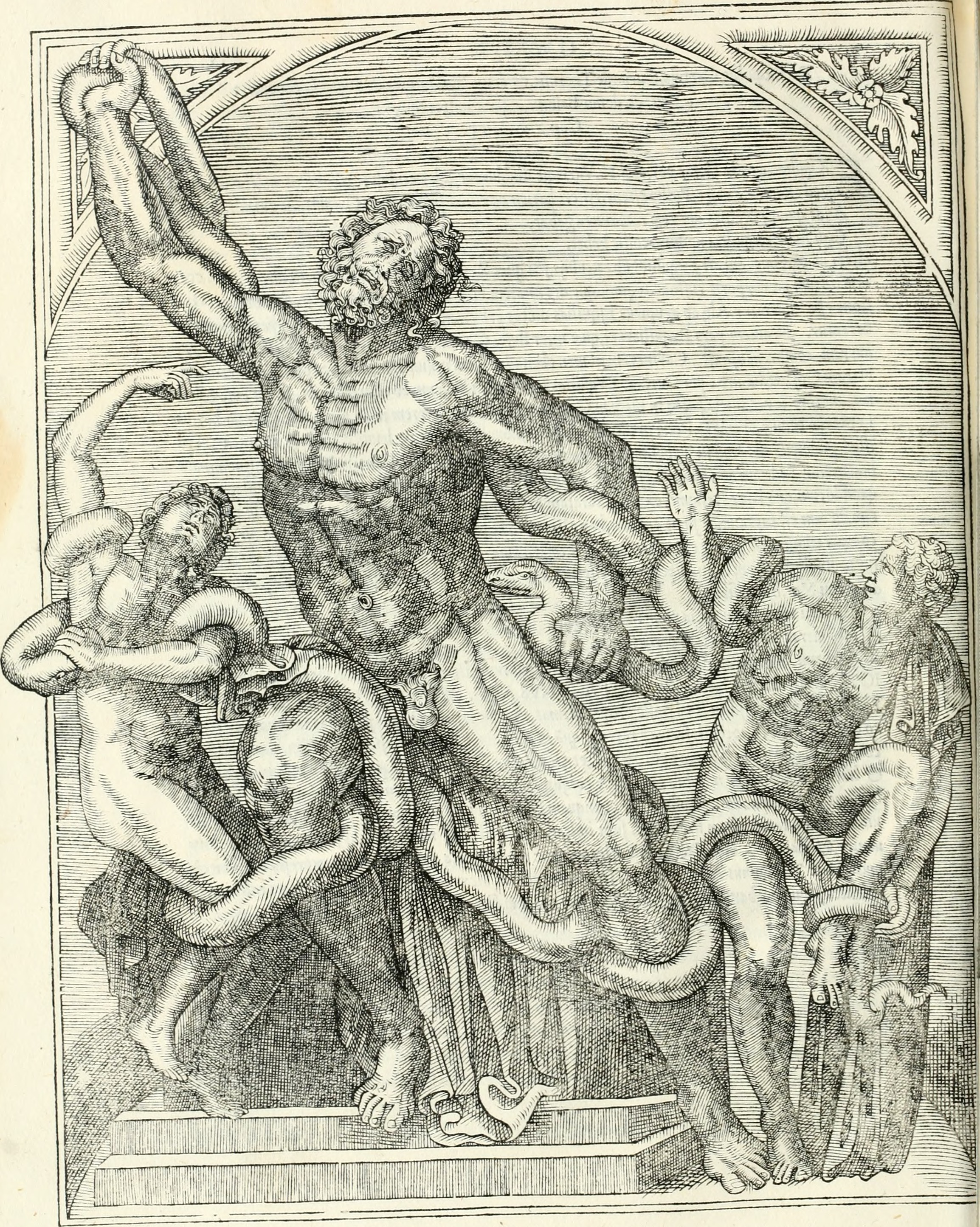
Il Gruppo del Laocoonte, da Antiquae Romae topographia, edizione del 1544

Bartolomeo Marliani, figlio di Gabriele Marliani, studiò a Milano greco con Stefano Negri, un allievo dell'umanista greco Demetrios Chalkokondyles. All'Università di Padova proseguì i suoi studi e conobbe il futuro cardinale Giovanni Morone. Poco prima del 1525 si trasferì a Roma, dove Paolo III lo nominò cavaliere dell'Ordine di San Pietro.
A Roma pubblicò nel 1534 la sua opera più importante, la Antiquae Romae topographia, organizzata in sette volumi. L'opera, dedicata al cardinale Giovanni Domenico De Cupis, tratta in modo completo la topografia dell'antica Roma. Marliani si è basato su un'analisi minuziosa della letteratura antica e sulle testimonianze epigrafiche che sono state al centro degli studi di antiquariato fin dall'inizio del XVI secolo e erano sfuggite alle calcare di Roma. A ciò si aggiungevano le intuizioni che si riteneva in grado di ottenere dall'inizio delle indagini "archeologiche", che erano solitamente legate alla ricerca di materiali da costruzione. Sebbene il lavoro fosse pieno di numerosi errori che Marliani attribuiva alla sua assenza al momento della stampa, fu accolto con tanto entusiasmo, che ebbe numerose ristampe o estratti in altre opere.
Già nello stesso anno, François Rabelais pubblicò una versione corretta dedicata al cardinale Jean du Bellay, che fu stampata a Lione dall'editore e umanista Sebastian Gryphius. Nel 1538, Thomas Platter aggiunse un estratto del lavoro nella sua edizione degli scritti topografici di Pomponio Leto e dell'inesistente Publio Vittore. Nel 1544 Marliani fece una ristampa, arricchendola con incisioni con piante, vedute e sezioni di edifici antichi.
Le nuove edizioni successive erano basate su questa versione del testo. Un'edizione italiana tradotta da Ercole Barbarasa apparve nel 1548, e fino al XVIII secolo le opere di Marliani furono ristampate in Italia e in altri paesi, o estratti furono aggiunti alle edizioni di autori antichi come Tito Livio, Floro o Sallustio come spiegazioni.
Dopo la sua edizione del 1544, Marliani si allontanò dall'ambiente della corte pontificia per dedicarsi interamente a proseguire i suoi studi. Prese i voti degli agostiniani e si trasferì in una abitazione a Tor Sanguigna, vicino Sant'Agostino in Campo Marzio. Già nel 1549 pubblicò i Fasti capitolini, scoperti nel 1547 al Foro romano. Anche questo lavoro ebbe nuove edizioni, come ad esempio l'edizione di Francesco Robortello, stampata nel 1555 a Venezia con un supplemento di spiegazioni dai mano dell'editore.
Oltre ai suoi studi topografici, Marliani si dedicò molto agli scrittori greci. Nel 1545 apparve in stampa solo una prima edizione di un testo di Sofocle, ma i manoscritti lasciati in eredità alla biblioteca del convento di Sant'Agostino, la futura biblioteca Angelica, includevano opere sull'Iliade e l'Odissea, su Esiodo, Aristofane, Pindaro, Strabone, Luciano e Apollonio Rodio. Molte di queste opere probabilmente servivano per le lezioni di greco private di Marliani. Da un atto del 1560 sappiamo della sua appartenenza alla Confraternita degli orfani e delle orfane, una caritatevole, istituzione, che si occupava di orfani e che aveva il sostegno del suo compagno di studi, il cardinale Giovanni Morone. Egli stesso fondò una confraternita, la Compagnia di S. Apollonia, che nel gennaio 1566, pochi mesi prima della morte di Marliani, fu confermata da una bolla di Pio V.

## Disputa con Pirro Ligorio
I suoi studi topografici sull'antica Roma, in particolare sulla posizione del Foro Romano, che ha accuratamente localizzato nel posto giusto, furono oscurati da una feroce disputa avviata da Pirro Ligorio. Ligorio, che nelle parole di Christian Hülsen era un "architetto di fama – Villa d'Este è un suo lavoro – ma come antiquario un ambizioso dilettante, localizzava il Foro tra il Campidoglio e il Palatino e parlava sprezzantemente del lavoro di Marliani. Ciò costrinse Marliani ad aggiungere un addendum in una ristampa della sua "Topographia" del 1553, in cui al rinato Romolo, che avrebbe anche rivendicato un'altra posizione del forum, rispondeva: „Romolo, hai appena traversato il Lete e hai perciò dimenticato così i luoghi della tua città, che giuri le stesse sciocchezze di Strepsiade (Ligorio).“
Poiché Ligorio sosteneva con enfasi la sua teoria e per mezzo di monumenti e iscrizioni inventati, il suo parere prevalse e fino agli scavi del primo Ottocento, l'effettiva ubicazione del forum rimase sconosciuta.

## Opere
- Antiquae Romae topographia, libri septem. Roma 1534 (edizione originale su Google-Books; Digitalizzazione dell'edizione di François Rabelais, Lione 1534).
- Hoc libello haec continentur Sophoclis tragici poetae vita non prius in lucem edita. Eiusdem poetae sententiae pulcherrimae. Rom 1545 (Digitalizzazione).
- Consulum, dictatorum censorumque Romanorum series una cum ipsorum triumphis, quae marmoribus scalpta in foro reperta est, atque in Capitolium translata. Rom 1549 (Digitalizzazione).